# Власть (журнал)
Журнал «Власть» — общенациональный научно-политический журнал. Издаётся с августа 1993 года.
Занимает 88-е место в общем рейтинге Science Index за 2015 год и 3-е место в рейтинге Science Index — по тематике «Политика. Политические науки». Полные тексты журнала размещены на официальном сайте и сайте Института социологии РАН (доступны полнотекстовые выпуски журнала, начиная с 2007 г.). В научной электронной библиотеке (elibrary.ru) осуществляется его системный наукометрический анализ, размещены полные версии журнала, начиная с 2003 г.
Журнал выходит 6 раз в год объёмом до 8 п. л., тираж в среднем составляет 1200 экземпляров, индекс журнала в каталоге «Роспечать» — 72997.
В соответствии с решением президиума Высшей аттестационной комиссии Минобрнауки РФ (ВАК) журнал «Власть» включён в перечень ведущих рецензируемых научных журналов и изданий, выпускаемых в Российской Федерации, в которых должны быть опубликованы основные научные результаты диссертаций на соискание учёной степени доктора и кандидата наук по философии, социологии, политологии, культурологии, истории и праву.

## Политика журнала
В своей редакционной политике журнал последовательно придерживается принципа неангажированности, объективности информации и свободного обмена мнениями, что позволяет представить на его страницах широкий спектр взглядов по актуальным и острым проблемам общественной жизни России, её месту в современном миропорядке и участию в глобализационных процессах.
Вместе с тем по мнению редколлегии и редсовета журнала, цивилизационно-всеобщее не может не сопрягаться с социокультурной самобытностью (идентичностью) России, которая проявляется в особых национальных, совместно-групповых, гражданских и общегосударственных интересах и ценностях. В условиях новейшего геополитического сдвига проблематика общего и особенного постоянно находится в фокусе журнальной политики.

## Основные рубрики журнала
- Власть
- Геополитика
- Государство и общество
- Политические процессы и практики
- Отечественный опыт
- Зарубежный опыт
- Политология
- Идеи и смыслы
- История
- Миропорядок
- Позиция

## Редакция
Главным редактором журнала в 2009-2021 гг. был Аркадий Лапшин (1949-2021).
Главный редактор журнала в настоящее время (2023) — С. А. Цыпляев.
Председатель редакционного совета журнала (2023) — научный руководитель Института социологии РАН (Федеральный научно-исследовательский социологический центр) академик М. К. Горшков.
В редакционные совет журнала входят известные отечественные ученые (академики, руководители институтов и научных центров РАН, ректоры и преподаватели вузов):
- Б. Базаров,
- В. Борматов,
- О. Гаман-Голутвина,
- Р. Гринберг,
- А. Громыко,
- М. Захарова,
- Р. Идрисов,
- А. Некипелов,
- Я. Пляйс,
- А. Шохин и др.

Качество и основательность информации, публикуемой на страницах журнала «Власть», обеспечивает Международный экспертный совет, в который входят: 
- Хайнрих Бест, Университет г. Йена, институт социологии, Германия
- Николай Генов, Школа перспективных социальных исследований, Словения
- Пан Давей, Центр по изучению России Шанхайской академии общественных наук, КНР
- Маурицио Котта, Центр по изучению политических изменений университета г. Сиены, Италия
- Ричард Саква, Кентский университет, Великобритания
- Пал Тамаш, Институт социологии Венгерской академии наук, Венгрия
- Джон C Хигли, Техасский университет в Остине, США
- Гэлэгпил Чулуунбаатар, Академия наук Монголии, Монголия
- Цуй Чжэн, Ляонинский университет, Китайская республика
- Тогусаков Осмон Асанкулович, доктор философских наук, профессор, академик, вице-президент Национальной академии наук, Кыргызская Республика.